# FN Telgren
FN Telgren – belgijski granat nasadkowy o działaniu odłamkowym. Produkowany przez FN Herstal od 1987 roku.
Może być wystrzeliwany z broni kalibru 5,56 mm, 7,62 mm wz. 43 i 7,62 mm NATO. Zależnie od naboju może być miotany na odległość 300–400 m.
Granat Telgren ma konstrukcję teleskopową i składa się z głowicy i stabilizatora<. Ładunek materiału wybuchowego i spłonka pobudzająca są umieszczone w części głowicowej, wzdłuż której wykonano kanał przelotowy dla pocisku strzeleckiego. Wewnątrz trzonu stabilizatora zamocowano celownik ramkowy, który w złożonym granacie schowany jest w przestrzeni między trzonem stabilizatora a wewnętrzną powierzchnią głowicy. Rozsunięcie granatu powoduje jednocześnie otwarcie celownika. Wewnątrz granatu znajduje się kanał z przeponą. Po strzale pocisk przebija przeponę, czepiec balistyczny i wylatuje na zewnątrz. Zatrzymane przez przeponę gazy prochowe rozpędzają granat do prędkości 65–80 m/s. Na pierwszych 8–10 m toru lotu następuje ponowne zsunięcie się obu części granatu i uzbrojenie zapalnika.